# Пилипенково
Пилипенково (укр. Пилипенкове) — посёлок, входит в Липовецкий район Винницкой области Украины.
Население по переписи 2001 года составляло 0 человек. Почтовый индекс — 22553. Телефонный код — 4358. Код КОАТУУ — 522281002.

## Местный совет
22553, Вінницька обл., Липовецький р-н, с. Війтівці